# سوناتینا در فا ماژور (منسوب به بتهوون)
سوناتینا در فا ماژور (به انگلیسی: Sonatina in F major) از آثار منسوب به لودویگ فان بتهوون است که در دو موومان برای تک‌نوازِ پیانو تصنیف شده‌است. این اثر، در فهرست آثار بتهوون، جزو «آثار الحاقی» به‌شمار می‌آید و در فهرست کینسکی-هالم با عنوان «ضمیمهٔ ۵ شمارهٔ ۲» ثبت شده‌است.

## ساختارِ اثر
این اثر دو موومان دارد:
1. آلگرو آسایی (به ایتالیایی: Allegro assai)
2. روندو: آلگرو

میزانِ هردو موومان 2
4 است. نُت‌های بیشترِ بخش‌های موومانِ نخست دولاچنگ، و نُتِ موومانِ دوم چنگ است.